# Königlich Bayerisches 1. Chevaulegers-Regiment
Das 1. Chevaulegers-Regiment  war ein 1682 als Regiment zu Pferd „Haraucourt“ gebildeter Kavallerieverband (Chevauleger) der Bayerischen Armee, der 1919 aufgelöst wurde. Der Friedensstandort des Regiments war ab 1856 Nürnberg. Von 1894 bis 1914 trug es den Namen des Regimentsinhabers „Kaiser Nikolaus II. von Rußland“.

## Geschichte

### Aufstellung
Kurfürst Max Emanuel stellte das Regiment am 29. Juni 1682 in Furth im Wald und Cham auf. Es wurde aus den alten Kompagnien St. Bonifacio, Haraucourt, Perouse und Spinchal sowie den neugeworbenen Kompagnien „Rittmeister Franz Graf von Gabaleone“ (Weilheim) und „Rittmeister Heinrich von Ponton“ (Schrobenhausen) errichtet. Der erste Inhaber war General der Kavallerie Karl Marquis von Haraucourt und Falkenberg, Graf von Dalem, Freiherr von Torquin, der mit seinem ersten Adelsprädikat dem Regiment seinen Namen gab (Regiment zu Pferd „Haraucourt“). Der erste Oberstkommandant (die Bezeichnung Kommandeur wurde erst ab 1872 gebräuchlich) war Oberstleutnant Ludwig Graf von St. Bonifacio. Am 14. Juli 1683 wurde Oberst Johann Baptist Graf von Arco zum Inhaber des Regiments ernannt, das sogleich in Regiment zu Pferd „Graf Arco“ umbenannt wurde. Im selben Jahr zählte das Regiment bereits 600 Reiter.

### Türkenkriege 1683/88
Das Regiment war beim Entsatz von Wien im Großen Türkenkrieg am 12. September 1683 in Stärke 609 Reiter und 649 Pferden beteiligt; es war in 8 Kompagnien gegliedert. Einzelheiten sind nicht überliefert. Am 12. April 1684 nahm das Regiment die Frei-Kompagnien „Johann Karl Schwinghamer“ und „Johann Wernhard Pilbiß von Sigenburg“ auf. Es war im Jahr 1684 in 9 Ortschaften Niederbayern untergebracht, den Winter verbrachte es im Zipserland. Im Gefecht bei Gran am 16. August 1685 kämpfte es mit 400 Reitern erfolgreich und erbeutete 31 Geschütze sowie viele Fahnen. 1685 war das Regiment in Straubing und sieben Städte in der Umgebung von Straubing stationiert. Vom 21. Juni bis 2. September 1686 war es bei der Belagerung von Ofen beteiligt, währenddessen Rittmeister von Pilbiß und 20 Reiter verwundet wurden. Im Gefecht bei Jász Berény am 17. Juni 1687 und bei der Brücke in der Nähe von Mohacz am 20. Juni 1687 trat das Regiment in 9 Kompagnien gegliedert an und hatte keine Verluste zu verzeichnen. Am Berg Harsan ritt das Regiment am 12. August 1687 eine Attacke gegen türkische Kräfte, wobei Angaben über Verluste nicht bekannt wurden. Es war im Jahr 1687 in Arva sowie Liptau und Umgebung untergebracht. Am 26. Februar 1688 nahm es 53 Mann vom Reiter-Regiment „Bielke“ auf.
An der Belagerung von Belgrad vom 9. August bis 6. September 1688 nahm es mit drei Eskadronen und insgesamt 600 Reitern teil. Beim Sturm auf die Stadt fiel ein Fähnrich und ein Offizier wurde verwundet. 1688 wurde das Regiment im Oberland (Bad Tölz und Umgebung) einquartiert. Im selben Jahr wurde Franz Marquis Taquenac de Spinchal zum Oberstkommandanten des Regiments ernannt.

### Feldzüge am Rhein, in Italien und Flandern 1689/98
Im Mai 1689 war das Regiment in 10 Kompagnien gegliedert, die Stärke betrug 769 Reiter. Im Jahre 1690 war das Regiment im Schwarzwald und auf der Schwäbischen Alb, 1691 auf 34 Städte und Gemeinden über ganz Altbayern verteilt. Ende Juni 1691 verlegte es mit 2 Dragoner-Regimenter und 2 Infanterie-Regimenter nach Italien. Ab 11. Juli 1691 hieß es Kürassier-Regiment „Graf Arco“. Graf von St. Bonifacio übernahm 1691 wieder Regiment und führte es während der Schlacht bei Carmagnola vom 22. September bis 9. Oktober 1691. Nach der Niederlage kehrte die Kavallerie wieder nach Bayern zurück.
Im Jahr 1692 lag das Regiment in Flandern. Vermutlich war das Regiment am Gefecht bei Steenkerque (3. August 1692) dabei, hierzu wurde jedoch nicht genaueres bekannt. Am 4. Juli 1693 verlor das Regiment während des Gefechts bei Silenrieux – Bossu les Walcourt 7 Gefallene, 8 Verwundete und 11 Pferde. In der Schlacht bei Neerwinden am 29. Juli 1693 musste das Regiment 4 gefallene Offiziere und weitere 203 Reiter als Verluste hinnehmen, der Oberstkommandant Graf von St. Bonifacio wurde zusammen mit 5 weiteren Offizieren sowie einem Kornetten gefangen genommen. Das Regiment war im Jahr 1693 in den Niederlanden bei Roermond und Venlo, im Jahr 1694 wieder in Niederbayern einquartiert. Bei der Belagerung von Namur vom 2. Juli bis 27. August 1695 wurde von einem gefallenen Rittmeister berichtet, weitere Verluste wurden nicht bekannt.

### Spanischer Erbfolgekrieg 1701/14

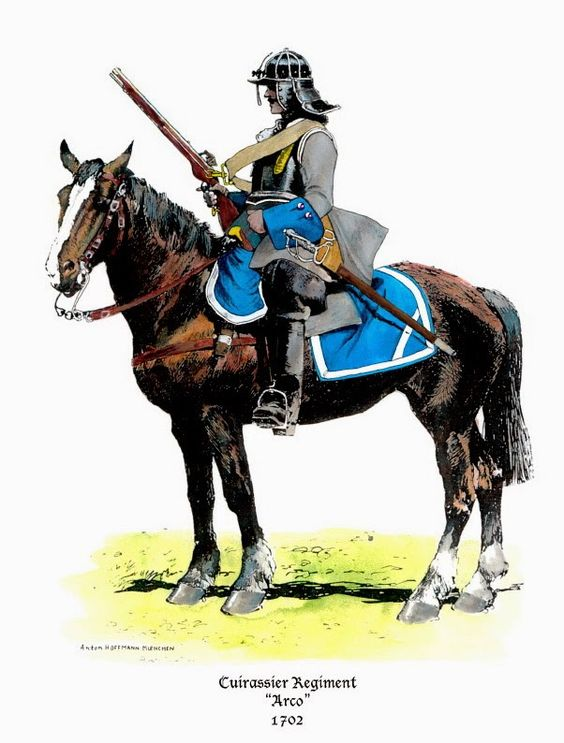
Kürassier vom Regiment Arco 1702 (Farbtafel von Anton Hoffmann)

Von 8 Kompagnien zu insgesamt 600 Reitern (1701) wuchs das Regiment 1702 auf 12 Kompagnien mit 780 Reitern und 859 Pferden auf. Bei der Eroberung von Ulm am 7. September 1702 waren nur 7 Offiziere des Regiments Arco beteiligt. Dem General der Kavallerie Johann Baptist Graf Arco wurde im selben Jahr der habsburgisch-spanische Orden vom Goldenen Vlies verliehen. Den Winter 1702/1703 verbrachte es in Niederbayern. In der Schlacht bei Schärding-Eisenbirn am 11. März 1703 nahm das Regiment unter geringen Verlusten teil und hatte Anteil an der Gefangennahme von 4 Offizieren und 299 Mann der Kaiserlichen sowie an der Erbeutung von 13 Standarten, sieben Geschützen und 2000 Pferden. Im Gefecht bei Schmidtmühlen-Emhof am 27. März 1703 kamen die bayerischen Regimenter mit einem geringen Blutzoll davon. Bei den Scharmützeln bei Munderkingen (31. Juli 1703) und bei Höchstädt (20. September 1703) sind 2 Offiziere und ein Mann gefallen, 2 Lieutenants und 2 Mann wurden verwundet. Das Regiment war 1703 auf 16 Städte und Gemeinden Niederbayerns verteilt. Am 11. Januar 1704 war es mit 6 Eskadronen „Arco“ und 6 Eskadronen „Weikel“ an der Eroberung Passaus beteiligt.
In der Schlacht bei Höchstädt am 13. August 1704 verlor es 5 Offiziere und 26 Reiter. Am 16. September 1704 führte es 5 Offiziere und 150 Mann der fränkischen Kreis-Regimenter in Gefangenschaft und erbeutete 2 Standarten sowie über 300 Pferde. Vom 15. bis 28. Oktober 1704 war eine Eskadron des Regiments an der Verteidigung von Straubing beteiligt. Dabei erlitt es keine Verluste. 1705 verlegte das Regiment nach Brüssel und war dort geschlossen stationiert. Am 6. November 1705 überstellte es 40 Mann an das am 6. November 1704 errichtete Karabiniers-Regiment „Prinz Philipp“.
Beim Gefecht bei Heylissem-Wanghe am 18. Juli 1705 geriet ausgerechnet Oberst Ahasverus de Focani mit einem Lieutenant sowie einem Kornetten in Gefangenschaft, 3 Lieutenants fielen. Dem Reiter Joseph Filser von den Arco-Kürassieren gelang es, eine verloren gegangene Standarte des Karabiniers-Regiments dem Feind wieder abzunehmen und zurückzubringen. 1706 wurde Berthold Graf von Törring-Seefeld zum Oberstkommandanten ernannt. Am 23. Mai 1706 verloren die bei Ramillies eingesetzten Kavallerie-Regimenter insgesamt über 150 Mann. 1707 wurde Felix Joseph August Ignaz Graf von Törring-Jettenbach das Kommando über das Regiment übertragen, das zeitgleich in Arlon untergezogen war (3. Kompagnie zeitweise in Thionville). Bei Nivelles lieferten sich am 8. August 1707 50 Arco-Reiter ein Fouragiergefecht. Zum Gefecht bei Offenburg am 24. September 1707 wurde je eine Eskadron der Arco- bzw. Weickel-Kürassiere dem General Vivans unterstellt, der einen Kavallerie-Verband mit 13 Eskadrons führte. Am Ende der Kämpfe hatte der Verband ca. 750 Mann, etwa 3000 Pferde, 3 Pauken und 3 Standarten verloren. Über Verluste des Regiments wurde nichts bekannt.
Im August 1708 war es bei Germersheim und Pleisweiler eingesetzt. In dem Sommer 1708 verlor das Regiment ca. 800 Pferde. 1709 übernahm de Focani das Kommando über das Regiment. Am 27. Oktober 1710 nahm es die Offiziere und Mannschaften des aufgelösten Karabiniers-Regiment „Prinz Philipp“ auf. 1711 war das Regiment im Elsass stationiert. Vom 9. Juni bis 22. August 1713 war das Regiment der Observationsarmee bei Landau in der Pfalz unterstellt. 1714 kehrte das Regiment nach Bayern zurück und begab sich in seine Garnisonsstädte Landsberg, Friedberg, Rain und Weilheim, 1715 auch in Tölz und Wolfratshausen.
Am 15. April 1715 wurde Oberst Ignaz Graf von Törring zum Inhaber des Regiments ernannt, das zugleich die Bezeichnung Kürassier-Regiment „Graf Törring“ erhielt. 1719 zog das Regiment geschlossen in die Kaserne von Landshut um. 1720 war es wieder auf mehrere Orte in Niederbayern verteilt. Zum 4. Juli 1721 war das Regiment in 9 Kompagnien zu je 30 Mann gegliedert. 1725 war das Regiment in den Rentämtern Landshut und Straubing untergebracht. Ab 1735 war es mit Stabsgarnison Neu-Ötting im Innviertel stationiert. 1739 wurde Klemens Graf von Törring-Seefeld zum Oberstkommandanten ernannt. Im selben Jahr hatte es 150 Reiter mit 248 Pferden an das Kürassier-Regiment „Graf Raymond“ abzugeben. 1740 verlegte das Regiment den Stabsgarnison nach Braunau am Inn, die übrigen Kompagnien nach Ried, Neuötting, Schärding, 1741 auch nach Altheim und Burghausen.

### Österreichischer Erbfolgekrieg 1741/45
Bei der Wiedereroberung Passaus am 31. Juli 1741 nahm das Regiment mit fünf Eskadrons ohne eigene Verluste teil. Im Gefecht bei Neuhaus am 12. November 1741 kämpften drei Kürassier-Regimenter, die insgesamt einen Offizier und elf Mann verloren. Vom Regiment „Törring“ wurden ein Offizier und 46 Mann gefangen genommen.
Während der Schlacht bei Mainburg am 16. Februar 1742 sind vom Regiment drei Offiziere gefallen und zwei Standarten verloren gegangen. Zusammen mit dem Regiment „Hohenzollern“ erlitt es Verluste an Toten, Verwundeten sowie Gefallenen von 230 Mann und 140 Pferden. Bei Philippsburg gerieten zwei Offiziere und 36 Reiter in ein Scharmützel mit überlegenen Husaren, die acht Mann und fünf Pferde niedermachten und 21 Mann gefangen nahmen. Am 1. Juli 1744 geriet bei Leimersheim-Schröck ein Oberstleutnant mit 22 Kürassieren in Gefangenschaft.

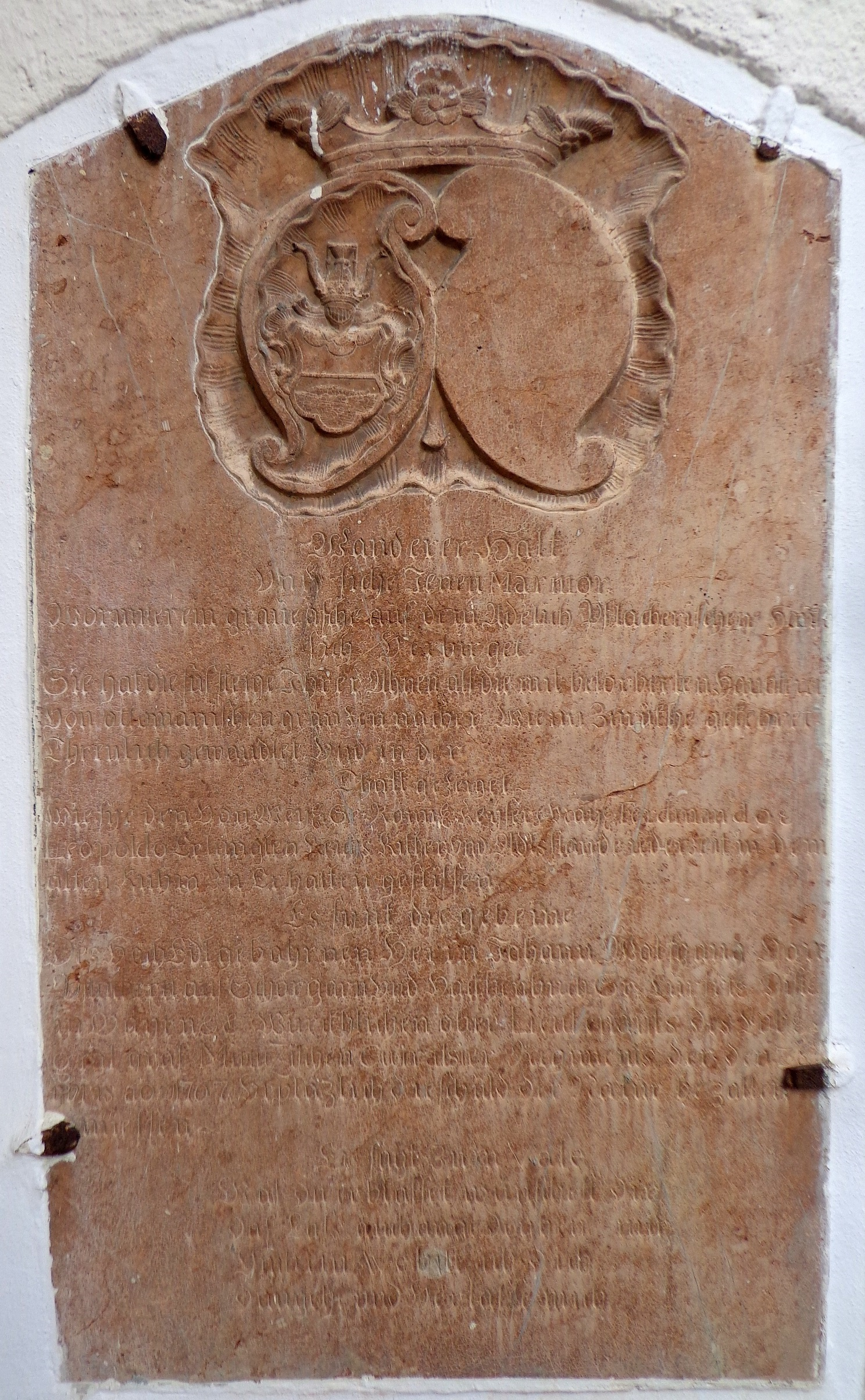
Epitaph des Johann Wolfgang von Pflachern († 1767), würckhlichen Ober Lieutenants im Kürassier-Regiment „Graf Minucci“

Im März 1745 hatte das Regiment eine Stärke von 813 Mann und 773 Pferden. Nach dem Tod des greisen Generalfeldmarschalls Graf Törring (23. Juni 1763), der über 48 Jahre Inhaber des Regiments war, wurde am 23. August 1763 Generalmajor Karl Graf von Minucci zum Inhaber des Regiments ernannt, das von da an Kürassier-Regiment „Graf Minucci“ hieß. 1765 war das Regiment in Neustadt an der Donau und in der Hallertau untergebracht. In den folgenden Jahren war abwechselnd geschlossen in Landshut, München, Neumarkt in der Oberpfalz und Wasserburg am Inn stationiert.
1769 wurde die Gliederung in Kompagnien aufgegeben und die Gliederung in Eskadrons eingeführt. Am 29. August 1778 wurde Generalleutnant Friedrich Wilhelm Fürst von Ysenburg zum Inhaber ernannt. Das Regiment wurde erst spät (1. Mai 1785) zunächst in Reiter-Regiment „Graf Ysenburg“, ab 7. Januar 1781 in Kürassier-Regiment „Graf Ysenburg“ umbenannt. Am 28. September 1789 erfolgte die Ernennung von Generalmajor Ferdinand Graf von Minucci zum Inhaber des Regiments, das ab 1. Januar 1790 1. Kürassier-Regiment „Graf Minucci“ hieß. Am 22. Februar 1795 wurde der neunjährige Generalleutnant Ludwig Karl August Pfalzgraf zu Zweibrücken zum Inhaber bestimmt. Es führte zugleich die Bezeichnung 1. Kürassier-Regiment „Pfalzgraf Ludwig“.
Ebenfalls 1795 wurde mit Peter Hermann der erste Bürgerliche zum Oberstkommandant des Regiments ernannt. Nach vier Jahren (am 6. Februar 1799) erhielt der mittlerweile zum Generalleutnant beförderte Ferdinand Graf von Minucci wieder sein Regiment und dieses seine vorherige Bezeichnung zurück. 1800 löste Vincenz Nutius Graf von Minucci seinen Vorgänger Hermann als Oberstkommandanten ab. Das Regiment befand sich zu der Zeit in Vohenstrauß und verlegte im März 1800 nach München.

### Koalitionskriege

#### Zweiter Koalitionskrieg 1800
Im Oktober 1800 stellte das Regiment 608 Mann und 642 Pferde, in 4 Eskadrons gegliedert, an das Korps „Herzog Wilhelm“ ab, das gegen Frankreich zog. Über Kampfhandlungen und Verluste sind nicht bekannt.
Mit dem 16. April 1803 wurden die Standarten abgeschafft. Es wurde verfügt, dass künftig der Treueeid auf den Säbel abzulegen sei. Am 11. März 1804 wurde das Regiment in 1. Dragoner-Regiment „Graf Minucci“ umbenannt.

#### Dritter Koalitionskrieg 1805
Für den Krieg gegen Österreich 1805 wurden 4 Feld-Eskadrons zu je 100 Pferden der Brigade von Generalmajor Vincenz Nutius Graf von Minucci unterstellt, 2 Eskadrons blieben als Ersatz in Würzburg. Das Regiment war zu der Zeit in Innsbruck einquartiert. Am 29. September 1805 wurde Anton Freiherr von Vieregg zum Oberstkommandanten ernannt. Im Gefecht bei Parsdorf am 12. Oktober 1805 brachten die Dragoner während der Verfolgung 1000 Gefangene ein und erbeuteten eine große Anzahl Pferde sowie das Gepäck der österreichischen Truppen.
Der Unterlieutenant Hermann Graf von Hirschberg sprengte mit seinen 5 Mann 25 Kürassiere des österreichischen Regiments „Mack“ und erbeutete das von diesen begleitete Depot. Während der Affair rettete ihm Korporal Jakob Wolf, der spätere Unterlieutenant, das Leben. Hierfür wurde von Hirschberg mit dem Militärischen Ehrenzeichen, Wolf mit der goldenen Verdienst-Medaille ausgezeichnet. Beim Sturm auf den Bodenbühl-Pass am 1. November 1805 erbeutete eine Avantgarde (Vorhut) von 16 Dragonern unter Oberlieutenant Engelbert Hahn bei 5 eigenen Verlusten 2 Kanonen einschließlich des Munitionswagens samt Bespannung. Hierfür wurde ihm das Militärische Ehrenzeichen verliehen. Nach dem Feldzug kehrte das Regiment nach München zurück.
Im Armeebefehl vom 1. März 1806 zur Stiftung des Militär-Max-Joseph-Ordens wurde Oberst Anton Freiherr von Vieregg zum Kommandeur dieses Ordens ernannt. 1806 nahm das Regiment das Dragoner-Kontingent (2 Mann) des Fürsten von Öttingen-Wallerstein auf. Es war seinerzeit in 7 Eskadrons gegliedert und hatte eine Gefechtsstärke von 20 Offizieren und 949 Mann sowie 673 Pferden.

#### Vierter Koalitionskrieg 1806/07
Am 18. Oktober 1806 trat das Regiment mit 490 Pferden unter der Brigade Generalmajor Graf Mezanelli an. Während der Kämpfe bei Brieg (8. bis 16. Januar 1807) kämpfte es am 10. Januar beim Reitergefecht zu Grottkau mit und nahm 1 preußischen Offizier mit 80 Husaren und 100 Pferden gefangen. Im April 1807 war es an den Gefechten bei Glatz, Ober-Eichau und Oberhannsdorf beteiligt. Während der Schlacht bei Schönwalde am 2. Mai 1807 führte es ein Ausfallgefecht bei Silberberg. Bei Kanth fiel am 14. Mai 1807 ein Stabsoffizier und ein Leutnant wurde verwundet. Tags darauf stürmte das Regiment bei Adelsbach hinter den fliehenden preußischen Truppen her. Bei dem Scharmützel bei Hermsdorf am 21. Mai 1807 brachte eine Eskadron 10 Gefangene ein. Ende Mai und im Juni 1807 nahm es an den Gefechten bei Peterwitz, Rothwaltersdorf, Olbersdorf und Oberhannsdorf teil; bei Hassitz führte es am 23. Juni 1807 ein Ausfallgefecht. Tags darauf war es an der Erstürmung des Lagers Glatz beteiligt, wo es 10 Schanzen und 34 Geschütze eroberte.
Zum 24. Juli 1807 wurde Generalleutnant Ferdinand Graf Minucci von seinen Inhaberpflichten entbunden, so dass das Regiment nunmehr als 1. Dragoner-Regiment „vacant Minucci“ bezeichnet wurde. Im Jahre 1808 war das Regiment in München, Fürstenried, Nymphenburg und Schleißheim untergebracht. Im selben Jahr erhielten der Oberlieutenant Engelbert Hahn und Unterlieutenant Hermann Graf von Hirschberg, die schon im Jahre 1805 das Militärische Ehrenzeichen verliehen bekamen, das Ritterkreuz des Militär-Max-Joseph-Ordens.

#### Fünfter Koalitionskrieg 1809
Im Krieg gegen Österreich im Jahre 1809 war das Regiment der Kavallerie-Brigade des Generalmajor Friedrich Freiherr von Zandt/der 1. Division unter Generallieutenant von Deroy unterstellt. Die Feuertaufe bei Zirl/Innsbruck am 11./12. April 1809 missglückte und ein Eskadron-Führer und viele Dragoner wurden gefangen genommen. Nach Kämpfen an der Brixner Klause (16. April) ritten 2 Eskadrons am 19. April eine Attacke bei Arnhofen. Am darauffolgenden Tag wurden beim Kloster Rohr 2 Eskadrons mit insgesamt 11 Offizieren, 22 Unteroffizieren, 182 Dragonern und 204 Pferden eingesetzt.
Am 21. April 1809 fiel der Brigadier Generalmajor Freiherr von Zandt im Gefecht bei Landshut, das Regiment brachte 47 Gefangene und 40 Fahrzeuge als Beute ein. Es nahm an den Gefechten bei Eggmühl (22. April) und Regensburg (23. April) teil. Am 29. April 1809 übernahm Karl Graf von Sayn-Wittgenstein das Kommando über das Regiment. Bei Golling (1. Mai) und Abtenau (5. Mai) war es mit je einer Eskadron beteiligt, für das Gefecht bei Scharnitz stellte es 1 Eskadron zum Korps „Graf Arco“ ab. Nach einem Vorpostengefecht bei Auhof und Katzbach (7. Juli) und Scharmützeln am Wallersee (9. Juli) brachte es während der Kämpfe bei Kochel und Spatzenhausen unter Rittmeister August Graf von Lerchenfeld 40 Gefangene ein und erbeutete eine Kanone sowie 1 Fahne. Von den 52 Reitern wurden lediglich 8 blessiert (verwundet) und 18 Pferde fielen aus. Hierfür wurde er mit dem Ritterkreuz des Militär-Max-Joseph-Ordens belohnt.
Im August 1809 hatte das Regiment unbedeutende Affairen bei Mauls, Gossensaß und Schönberg. Im Oktober 1809 war es an den Kämpfen bei Oberalm/Hallein (3. Oktober), bei Jettenberg (17. Oktober) sowie am Weißbach (18. Oktober) beteiligt. Zudem wurde im Jahre 1809 der Rittmeister Alois Freiherr von Vieregg mit dem Ritterkreuz des Militär-Max-Joseph-Ordens ausgezeichnet.
Die Masse des Regiments verlegte zum Jahreswechsel 1809/1810 nach Benediktbeuern, die Eskadron „Meurer“ blieb bis Juni 1810 beim Hauptquartier in Innsbruck. 1811 verlegte das Regiment nach München und Freising. Am 29. April 1811 wurde es in 1. Chevaulegers-Regiment „vacant Minucci“ umbenannt.

#### Feldzug gegen Russland 1812
Das Regiment trat mit 4 Feld-Eskadrons in Stärke von 20 Offizieren, 440 Mann und 500 Pferden unter der Kavallerie-Brigade Generalmajor Graf von Seydewitz an. Bis zum 14. August 1812 (Lady) sind 60 Pferde ausgefallen. Im Gefecht bei Smolensk am 16. August wurde 1 Offizier verwundete. Für sein tapferes und umsichtiges Verhalten als Vorhutführer auf einer Anhöhe vor Smolensk wurde dem Unterlieutenant Jakob Wolf das Ritterkreuz des Militär-Max-Joseph-Ordens verliehen. Als das Regiment am 5. September 1812 Schewardino erreichte, hatte es bereits wegen Krankheiten und Erschöpfung hohe Ausfälle hinnehmen müssen.
In der Schlacht bei Borodino am 6. September 1812 sind 2 Offiziere an Entkräftung verstorben, 3 Offiziere gefallen und 12 Offiziere wurden verwundet. Oberstkommandant Oberst Graf Wittgenstein fiel auf dem Schlachtfeld. Im gesamten Regiment waren nur noch zwei Lieutenants unverwundet. Die Reste des 1. und 2. Chevaulegers-Regiments wurden daraufhin zu einer Eskadron in Stärke 180 Mann zusammengefasst. Als Oberstkommandant wurde Freiherr Karl August von Zweybrücken bestimmt, der noch in der Schlacht einen Bauchschuss erhielt. Nach dem Gefecht bei Spaß Kuplä am 4. Oktober 1812 hatte diese Eskadron noch 80 Pferde, am Tag darauf starb der schwerstverwundete Oberstkommandant Freiherr von Zweybrücken. In Winkowo (18. Oktober) war die Truppe bereits auf 33 Reiter zusammengeschmolzen.
Anfang 1813 wurde bei Płock ein Chevaulegers-Regiment aus den wenigen Überlebenden jener Eskadron und dem Ersatz zusammengestellt, das aus 9 Offizieren, 334 Reitern und 355 Pferden bestand. Von dort erfolgte die Rückverlegung über Posen, Meißen, Dresden nach Bamberg, wo es bis März 1813 eintraf.
Am 6. März 1813 wurde nach 5-monatiger Vakanz mit Heinrich von Kracht ein Oberstkommandant ernannt. In Bamberg wurde unverzüglich das Kombinierte Regiment „Oberst Graf Seyssel d’Aix“ aufgestellt, zu dem das Regiment eine Eskadron in Stärke 4 Offiziere und 120 Reiter abstellte. In der Schlacht bei Bautzen am 21. Mai 1813 fiel einer der Offiziere. Am 26. Mai 1813 nahm das Regiment einen Oberst und 6 weitere Offiziere sowie 40 Kosaken gefangen und fing 50 Pferde ein. An den darauf folgenden Tagen war es bei Luckau zur Artillerie-Bedeckung eingesetzt.
Im Juni 1813 wurden das 1. und 2 Chevaulegers-Regiment zur Kavallerie-Brigade „Generalmajor von Vieregg“ zusammengelegt, wobei das Regiment 3 Eskadrons mit insgesamt 375 Pferden abstellte. Am 16. August 1813 wurden die Reste der bayerischen Chevaulegers-Kräfte mit denen der Westfälischen Garde-Chevaulegers und des Hessischen Dragoner-Regiments zur Kavallerie-Brigade „Generalmajor Wolf“ zusammengefasst. In dem Gefecht bei Dornwald tags darauf wurde Oberst Graf Seyssel mit einem Offizier und 40 Reitern gefangen genommen, 86 Pferde gingen verloren. Nach Scharmützeln bei Targun (3. bis 4. September) und Woltersdorf (5. September) wurde die Kavallerie-Brigade vollkommen versprengt und löste sich in allgemeiner Flucht auf. Aus den aufgefangenen Resten konnte noch eine Eskadron in Stärke 8 Offiziere und 139 Chevaulegers mit nur 120 Pferden gebildet werden.

### Befreiungskriege 1813/15
Im Gefecht bei Hanau am 27. und 30. Oktober 1813 fiel ein Offizier, 2 Offiziere und 22 Mann wurden verwundet, 10 Mann wurden vermisst. Dabei gelang es dem Regiment, einen General, 40 Offiziere und 100 Franzosen gefangen zu nehmen sowie ein Schiff zu erbeuten. Nach der Teilnahme am Gefecht bei Belfort (24. Dezember 1813) konnte am 28. Dezember 1813 bei Lure die halbe 4. Eskadron ohne eigene Verluste 15 Chasseurs gefangen nehmen und 9 Pferde erbeuten. Nach Kämpfen bei St. Martin (9. Februar 1814) und bei Bar-sur-Aube (27. Februar 1814) wurden 15 französische Gefangene eingebracht. Nachdem das Regiment bei La Fère-Champenoise (18. März 1814) 2 Offiziere verloren hatte, bestand es die Schlacht bei Arcis-sur-Aube am 20. März 1814 ohne Verluste. Im Jahre 1814 wurde zudem der Rittmeister Heinrich Christian von Schmaltz mit dem Orden Pour le Mérite ausgezeichnet.
Am 3. November 1814 wurde Kaiser Franz I. von Österreich zum Inhaber des Regiments ernannt, das zugleich in 1. Chevaulegers-Regiment „Kaiser Franz I. von Österreich“ umbenannt wurde. 1815 war das Regiment in Saargemünd, Püttingen und Saaralben stationiert. Am 28. Dezember 1815 wurde eine Reserve-Division zu 2 Eskadrons aufgestellt. Im Raum Saargemünd wurden 5 Feld-Eskadrons mit 732 Pferden aufgestellt, die als Besatzungskräfte vom 4. Oktober 1815 bis September 1818 in Frankreich (Boulay, Bouzonville, Longeville, St. Avold und Faulquemont) verwendet wurden.

### Zwischen Wiener Kongress (1815) und Deutschem Krieg (1866)
Nach Garnison in Blieskastel und Zweibrücken wurde das Regiment ab 1822 auf die Standorte Zweibrücken, Landau in der Pfalz und Speyer aufgeteilt. Am 1. Juli 1822 nahm das Regiment 2 Eskadrons des 3. Chevaulegers-Regiments auf, die Reserve-Division wurde aufgelöst. Von 1831 bis 1849 war das Regiment in Bayreuth, Nürnberg, Neumarkt und Amberg untergebracht. Ab Herbst 1831 wurde das Regiment als Cholera-Kordon für die Dauer von etwa einem Jahr an der bayerisch-sächsischen Grenze eingesetzt.
Am 9. September 1835 wurde Kronprinz Maximilian von Bayern zum Inhaber des Regiments ernannt, das ab sofort zunächst 1. Chevaulegers-Regiment „Kronprinz Maximilian“ hieß, am 28. Oktober 1835 in Chevaulegers-Regiment „Kronprinz Maximilian“ umbenannt wurde. Während der Märzunruhen 1848 stellte es eineinhalb kombinierte Eskadrons zur Niederschlagung von Revolutionären in Küps und Oberlangenbach ab.
Am 31. März 1848 wurde Generalleutnant Eduard Prinz von Sachsen-Altenburg zum Inhaber ernannt. Das Regiment erhielt am selben Tag die Bezeichnung Chevaulegers-Regiment „Prinz Eduard von Sachsen-Altenburg“, welche am 26. April 1848 in 1. Chevaulegers-Regiment „Prinz Eduard von Sachsen-Altenburg“ umbenannt wurde. Am 26. Mai 1848 wurde die 7. Eskadron als Depot-Eskadron aufgestellt; 40 Ross und Reiter wurden zum Artillerie-Regiment abgegeben. Im Juni 1849 wurden die 1. bis 4. Eskadron in den Raum Worms-Speyer-Ludwigshafen-Bergzabern verlegt, um dort sogenannte Insurgenten zu entwaffnen. Die 5. und 6. Eskadron wurden im Juli 1849 zum Observationskorps in Franken, im November 1849 in den Raum Zweibrücken abkommandiert. Die ersten vier Eskadrons verlegten im Oktober 1850 in den Raum Aschaffenburg – Fulda (Kurhessen).
1850 war der Friedensstandort des Stabes Speyer, die Eskadrons lagen in Zweibrücken, Landau und Germersheim. Am 20. November 1850 wurde aus der 5. und 6. Eskadron des 1. und 2. Chevaulegers-Regiments das 7. Chevaulegers-Regiment aufgestellt, welches im März 1851 wieder aufgelöst wurde. Nach dem Tod des Prinzen von Sachsen-Altenburg führte das Regiment ab 16. Mai 1852 die Bezeichnung 1. Chevaulegers-Regiment „vacant Prinz Eduard“. Mit dem neuen Inhaber FZM Karl Theodor von Pappenheim hieß ab 29. November 1852 1. Chevaulegers-Regiment „Karl Pappenheim“, nach dessen Tod am 26. August 1853 1. Chevaulegers-Regiment „vacant Karl Pappenheim“.
Im Jahre 1855 war der Stab nach wie vor in Speyer stationiert, die Eskadrons wurden nach Kempten, Augsburg, Dillingen und Lauingen verlegt. Ein Jahr später zog der Stab in Nürnberg ein, die Eskadrons kamen nach Neustadt an der Aisch und Ansbach, 1859 auch nach Schwabach. Am 20. Juli 1857 wurde Zar Alexander II. von Russland zum Regimentsinhaber ernannt, zugleich erhielt es den Namen 1. Chevaulegers-Regiment „Kaiser Alexander II. von Rußland“. Nach Auflösung der 7. Eskadron (1. Januar 1857) wurde sie am 24. April 1859 im Zuge der Mobilmachung im Frühjahr 1859 wieder aufgestellt. Die 1. bis 4. Eskadron lag kampfbereit im Lagerlechfeld bis zum Vorfrieden von Villafranca, die 5./ war als Besatzung in Ulm eingesetzt und die 6./ stellte die Stabswache beim Korpshauptquartier des VII. Bundeskorps in München.
Vom 24. August 1862 bis 10. März 1863 war Ludwig Herzog in Bayern Oberstkommandant des Regiments. Im selben Jahr war das Regiment in Nürnberg und Neumarkt/Oberpfalz untergebracht. Am 21. Dezember 1863 wurde die 7. Eskadron endgültig aufgelöst sowie die 5. und 6. Eskadron zum 2. Ulanen-Regiment abgegeben. Am 29. Mai 1864 übernahm Wilhelm Freiherr von Mulzer das Kommando über das Regiment. Im Mai 1866 wurde die 5. Eskadron als Depot-Eskadron, die 6. als Reserve-Eskadron aufgestellt.

### Krieg gegen Preußen 1866
Im Deutschen Krieg war das Regiment nicht geschlossen eingesetzt. Die 1. Eskadron war Stabswache im Hauptquartier von Generalfeldmarschall Prinz Karl von Bayern, die 2./ versah Wachdienst in München, die 3./ war zur Reserve-Infanterie-Division abgestellt und die 4./ befand sich in der Festung Landau. Lediglich die 1./ nahm an den Gefechten bei Kissingen (10. Juli), Helmstadt (25. Juli) und Üttingen (26. Juli) teil; über Verluste oder besondere Kampfhandlungen lagen keine Berichte vor.
Am 21. August 1866 wurden die 5./ und 6./ wieder aufgelöst, wobei die am 11. Mai 1867 die 5. Eskadron als Feld-Eskadron wieder aufgestellt wurde. 1868 war die Masse des Regiments in Nürnberg, 1 Eskadron in Neumarkt und 1 Eskadron in Dillingen stationiert. 1869 wurde eine weitere Eskadron nach Schwabach ausgelagert. 1870 kam die Eskadron in Dillingen wieder nach Nürnberg. Am 1. Februar 1870 wurde Karl von Grundherr zu Altenthan und Weyherhaus zum Oberstkommandanten ernannt.

### Deutsch-Französischer Krieg 1870/71
Das Regiment trat in Stärke 25 Offiziere, 551 Reiter und 586 Pferden an und war der 3. Division unterstellt. Es war an der Schlacht von Sedan am 1. September 1870 und am Gefecht bei Petit Bicêtre am 19. September 1870 beteiligt. Von 20. September 1870 bis 29. Januar 1871 war es im Belagerungsring um Paris eingesetzt.
Das Regiment hatte während des Krieges keine Gefallenen zu beklagen, durch Verwundung und Krankheit verlor es 388 Reiter und 202 Pferde. Für seine Leistungen wurde der Oberstkommandant Oberst von Grundherr mit dem Militärverdienstorden 1. Klasse ausgezeichnet. Am 2. August 1871 kehrte das Regiment nach Nürnberg zurück.

### Zwischen Reichsgründung (1871) und Erstem Weltkrieg (1914)
Nach der Ermordung von Zar Alexander II. am 13. März 1881 wurde das Regiment in 1. Chevaulegers-Regiment „vacant Kaiser Alexander“ umbenannt. Seit 1882 war der Friedensstandort des Regiments Nürnberg. Am 6. Mai 1882 zeichnete König Ludwig II. das Regiment mit einer Standarte aus, welche die der 3. Division des 1. Kürassier-Regiments war. Am 30. Juni 1882 wurde sie von General der Infanterie Karl von Orff feierlich übergeben.
Mit Thronbesteigung von Zar Alexander III. erfolgte dessen Ernennung zum Inhaber des Regiments, das erst ab 5. März 1883 als 1. Chevaulegers-Regiment „Kaiser Alexander III. von Rußland“ bezeichnet wurde. Seit 1. September 1884 hieß es 1. Chevaulegers-Regiment „vacant Kaiser Alexander III.“. Am 1. November 1894 wurde Zar Nikolaus II. von Russland zum letzten Inhaber des Regiments ernannt, das am 21. November 1894 in 1. Chevaulegers-Regiment „Kaiser Nikolaus II. von Rußland“ umbenannt wurde. Am 24. November 1897 erhielt das Regiment ein Detachement „Jäger zu Pferde“. Am 1. April 1899 wurde das Detachement in Eskadron „Jäger zu Pferde“ umbenannt. 1899 wurde eine Eskadron nach Fürth ausquartiert. Im Jahre 1900 wurde der Kommandeur Oberst Franz Buz à la suite des Regiments gestellt und zum Kommandeur der 3. Kavallerie-Brigade ernannt. Zum 1. Oktober 1905 wurde die Eskadron „Jäger zu Pferde“ als 2. Eskadron, am 1. Oktober 1906 die 3. als 4. Eskadron dem neuaufgestellten 7. Chevaulegers-Regiment einverleibt. Im Jahre 1910 wurde Philipp Ritter von Mann Edler von Tiechler zum Regimentskommandeur ernannt.

### Erster Weltkrieg

#### 1914
Bei Beginn des Ersten Weltkriegs, in dem Russland Kriegsgegner war, wurde Zar Nikolaus II. seiner Stellung als Regimentsinhaber enthoben und der Name des Regiments „Kaiser Nikolaus von Rußland“ gelöscht. Am 3. August 1914 trat das Regiment in Gefechtsstärke 26 Offiziere und 506 Mann, in Verpflegungsstärke 35 Offiziere, 614 Mann und 700 Pferden an. Zusammen mit dem 6. Chevaulegers-Regiment war es der 5. Kavallerie-Brigade/Kavallerie-Division unterstellt und in 4 Feld-Eskadrons und eine Ersatz-Eskadron (3./) gegliedert.
Im August 1914 wurde die 2. Landsturm-Eskadron des III. Armee-Korps der 6. Armee sowie die Kavallerie-Ersatz-Abteilung Nürnberg aufgestellt. Von 5. Oktober bis 30. September 1914 war es bei Langenberg, Frémerey, Arioncourt und Ogéviller als Grenzschutz-Verband eingesetzt. Dabei verlor es 14 Gefallene, 20 Verwundete und 2 Vermisste, 10 Mann gerieten in Gefangenschaft. Am 8. September 1914 traf der erste Ersatz von 41 Mann ein. Am 13. November 1914 wurde weiterer Ersatz von 38 Mann und 60 Pferden aufgenommen.

#### 1915
Vom 9. Oktober 1914 bis Ende März 1915 war das Regiment bei Hazebrouck, Estaires, Neuf-Berquin, Warneton, Froyennes, America, Lezennes, Nouvelle France, Gheluvelt und als Bahnschutz im Raum Tournai eingesetzt. In dieser Zeit erlitt es Verluste an Gefallenen 14 Mann, an Verwundeten 18 Mann und von jeweils einem Vermissten, einem Verunglückten sowie einem Gefangenen. Als Ersatz erhielt das Regiment im Januar 1915 in Stärke 52 Mann und 35 Pferden, am 9. März einen Offizier, 65 Mann und 65 Pferde. 1915 wurde ein M. G.-Zug mit 2 schweren Maschinengewehren aufgestellt, der auf 4–5 MG aufgestockt wurde. Außerdem gab das Regiment 15 Mann zur Kavallerie-Radfahrer-Abteilung ab. Im Laufe des März 1915 stellte das Regiment 240 Chevaulegers zum Schützen-Regiment der Kavallerie-Division ab. Vom 22. bis 25. März 1915 hatte es schwere Stellungskämpfe zu bestehen.
Am 30. März 1915 wurden 29 Offiziere, 703 Mann und 782 Pferde (Gefechtsstärke: 19 Offiziere und 547 Chevaulegers) verladen und in die Ostfront verlegt. Zunächst war es an der Memel und Dubissa vom 26. April bis 6. Mai 1915 zur Sicherung eingesetzt. Dabei verlor es 8 Mann. Im Gefecht bei Sredniki am 7. Mai 1915 wurden 2 Chevaulegers verwundet und ein Mann gefangen. Anschließend war das Regiment bei Wileny-Borki (10. bis 17. Mai 1915) eingesetzt und nahm am 20. Mai 1915 82 Chevaulegers und 82 Pferde als Ersatz auf.
Bis zum 4. Juli 1916 wurde das Regiment in Kurland und Litauen eingesetzt. In dieser Zeit hatte es 57 Gefallene und 69 Verwundete zu beklagen, 29 Mann gerieten in Gefangenschaft. Die Verluste wurden durch Ersatz am 4. Juni (124 Mann), wovon schon bei der Ankunft 10 Mann durch feindliches Artilleriefeuer ausfielen, und 27. August 1915 (ein Offizier, 80 Chevaulegers und 60 Pferde) wieder ausgeglichen.

#### 1916
Vom 11. Juli 1916 bis 10. Juli 1917 in Wolhynien (Stochod, Toboly) eingesetzt. Am 12. August 1916 wurde Philipp Freiherr von Seefried auf Buttenheim zum Kommandeur des Regiments ernannt. In Wolhynien musste das Regiment Verluste von 3 Offizieren und 131 Unteroffizieren/Mannschaften verkraften. Die Gefechtsstärke schmolz bis 30. August 1916 bis auf 300 Mann zusammen.

#### 1917
Im März 1917 wurde die M. G.-Eskadron mit 6 schweren Maschinengewehren und in Stärke 4 Offiziere, 100 Unteroffiziere und Chevaulegers sowie 120 Pferden aufgestellt. Vom 12. Juli bis 12. November 1917 erfolgte der Einsatz des Regiments in Galizien, wo 3 Chevaulegers fielen, 3 an Krankheiten verstarben und 9 Mann sowie 8 Pferde verwundet wurden.

#### 1918
Danach wurde das Regiment vom 16. November 1917 bis 23. März 1918 in Rumänien verwendet, wo ein Chevaulegers tödlich verunglückte und zwei an Krankheiten verstarben. Während des Einsatzes in Bessarabien, bei Cherson und auf der Krim vom 25. März bis 25. Mai 1918 wurde das Regiment der 217. Infanterie-Division unterstellt (Verluste: vier Mann). Vom 24. Mai bis 10. Dezember 1918 war es als Besatzungstruppe in der Ukraine stationiert, wo es vorwiegend zur „Bandenbekämpfung“ eingesetzt wurde. Ein Offizier und zwei Chevaulegers, die in Gefangenschaft gerieten, wurden von einer Abteilung des Regiments wieder befreit. Sechs Mann waren an Krankheiten gestorben.
Gesamtverluste während des Ersten Weltkriegs:
- Gefallene oder an Verwundung Verstorbene: Zwei Offiziere, 15 Unteroffiziere und 106 Chevaulegers;
- an Krankheiten Verstorbene: Ein Offizier (1919) sowie 25 Unteroffiziere und Mannschaften.

### Verbleib
Nach seiner Rückkehr in die Heimat wurde das Regiment demobilisiert und schließlich aufgelöst. Die Tradition übernahm in der Reichswehr die 2. Eskadron des 17. (Bayerischen) Reiter-Regiments in Ansbach.